# Lucinda Brand
Lucinda Brand   (Dordrecht, 2 de juliol de 1989) és una ciclista neerlandesa professional des del 2009 i actualment a l'equip Trek-Segafredo (femení). Ha obtingut diverses medalles als Campionats del Món en Contrarellotge per equips i un Campionat del món de ciclocròs. S'ha proclamat dos cops campiona nacional en ruta.

## Palmarès en carretera
- 2012
  - Vencedora d'una etapa al Tour féminin en Limousin
  - Vencedora d'una etapa a la Ruta de França
- 2013
  -  Campiona dels Països Baixos en ruta
- 2014
  - 1a a l'Energiewacht Tour i vencedora d'una etapa
  - 1a al Gran Premi de Plouay
- 2015
  -  Campiona dels Països Baixos en ruta
  - 1a a l'Open de Suède Vårgårda TTT
  - Vencedora d'una etapa a l'Energiewacht Tour
  - Vencedora de 2 etapes al Giro d'Itàlia
- 2016
  - 1a a la Fletxa d'Erondegem
  - 1a al Ladies Tour of Norway i vencedora d'una etapa
  - Vencedora d'una etapa al Lotto Belgium Tour
- 2017
  -  Campiona del món en contrarellotge per equips
  - 1a a l'Omloop Het Nieuwsblad
  - Vencedora d'una etapa al Giro d'Itàlia
- 2019
  -  Campiona del món en contrarellotge per equips
- 2021
  - 1a a la Volta a Turíngia i vencedora de dues etapes
  - Vencedora d'una etapa al Tour de l'Ardecha
- 2022
  - 1a la Volta a Suïssa i vencedora de dues etapes
- 2023
  - 1a al BeNe Ladies Tour i vencedora d'una etapa
- 2024
  - 1a a la Dwars door het Hageland
  - Vencedora d'etapa a la Volta a Turíngia

### Resultats a les Grans Voltes

#### Giro d'Itàlia
- 2009: 56a posició
- 2010: 35a posició
- 2011: 15a posició
- 2012: 21a posició
- 2013: 32a posició
- 2014: 22a posició
- 2015: 14a posició i vencedora de les 3a i 7a etapa
- 2016: 62a posició
- 2017: 7a posició i vencedora de la 8a etapa
- 2018: 4a posició
- 2019: 6a posició
- 2021: 31a posició i  guanyadora de la classificació de la muntanya
- 2022: 17a posició
- 2024: 57a posició
- 2025: 60a posició

#### Tour de França
- 2023: 52a posició
- 2024: 8a posició
- 2025: 60a posició

## Palmarès en ciclocròs
- 2017-2018
  -  Campiona dels Països Baixos de ciclocròs
- 2018-2019
  -  Campiona dels Països Baixos de ciclocròs
- 2020-2021
  -  Campionat del món de ciclocròs
  - 1a a la Copa del món de ciclocròs
- 2021-2022
  -  Campionats d'Europa de ciclocròs
  - 1a a la Copa del món de ciclocròs
- 2023-2024
  -  Campiona dels Països Baixos de ciclocròs
- 2024-2025
  - 1a a la Copa del món de ciclocròs